# The Monster of Peladon
The Monster of Peladon (Le Monstre de Peladon)  est le soixante-treizième épisode de la première série de la série télévisée britannique de science-fiction Doctor Who. Il fut originellement diffusé en six parties, du 23 mars au 27 avril 1974.

## Accroche
50 ans après sa première venue, Le Docteur revient sur Peladon. La fédération galactique a grand besoin du Trisilicate que l'on trouve en abondance sur la planète mais les mines semblent être hantées par un monstre qui fait disparaître ceux qui le rencontre.

## Distribution
- Jon Pertwee : Le Docteur
- Elisabeth Sladen : Sarah Jane Smith
- Nina Thomas : La reine Thalira
- Frank Gatliff (en) : Le Chancelier Ortron
- Rex Robinson (en) : Gebek
- Ralph Watson (en) : Ettis
- Graeme Eton : Preba
- Michael Crane : Blor
- Terry Walsh (en) : Le Capitaine de la Garde
- Max Faulkner (en), Roy Evans (en) : Les Mineurs
- Nick Hobbs : Aggedor
- Donald Gee : Eckersley
- Stuart Fell (en) : Le corps d'Alpha Centauri
- Ysanne Churchman (en) : La voix d'Alpha Centauri
- Alan Bennion (en) : Azaxyr
- Sonny Caldinez (en) : Sskel
- Gerald Taylor : Vega Nexos

## Résumé
La planète Peladon est en crise à la suite d'une grève des mineurs de Trisilicate dont les conditions deviennent dangereuses depuis l'apparition d'un monstre semblant être l'esprit d'Aggedor. La reine Thalira, héritière du roi Peladon, est prise en étau entre les mineurs et la fédération qui souhaite un réapprovisionnement urgent en Trisilicate car une guerre contre la Galaxy 5 est imminente. Le Docteur et Sarah Jane Smith arrivent au milieu de cette agitation. Le Docteur est reconnu par la déléguée Alpha Centauri comme étant celui qui a aidé le roi Peladon 50 ans plus tôt. Le Docteur accepte d'aider la reine à connaître les raisons des manifestations d'Aggedor.
Le Docteur suspecte que quelqu'un cherche délibérément à saboter la production de Trisilicate et Ettis, l'un des leaders de la grève, arrive à s'emparer d'armes de la fédération et à armer ses travailleurs. La situation dégénère et Eckersley, l'ingénieur terrien et Alpha Centauri sont obligés de demander de l'aide extérieure. Mais les mineurs et les habitants de Peladon se liguent contre la fédération, notamment lorsque les attaques des guerriers des glaces envoyés là pour gérer la crise redoublent de violence. Le but de leur leader, Azaxyr, étant de maintenir la production coûte que coûte.
Azaxyr se montre suspicieux envers le Docteur et l'arrête. Celui-ci réussi néanmoins à augmenter la chaleur dans les mines afin d'endormir les Guerriers de Glaces et tente d'empêcher un mineur de faire exploser la ville. Piégé dans une explosion, le Docteur est considéré comme mort et Azaxyr impose la loi martiale sur la planète et assigne la famille royale de Peladon à résidence. Le Docteur, Sarah Jane et Alpha Centauri découvrent qu'Azaxyr et Eckersley sont des traitres à la solde de la Galaxy 5 et qu'ils tentent de contrôler la production de Trisilicate par le biais du faux Aggedor.
Le chef des mineurs Gebek mène un assaut contre les guerriers des glaces dans lequel Azaxyr et ses forces sont tués. Eckersley tente de s'enfuir avec la reine en otage dans les souterrains mais il est tué par le vrai Aggedor, ce qui provoque la mort de la bête mythique[Quoi ?]. La conspiration ayant été éventée, Galaxy 5 capitule et la reine Thalira prend Gebek comme nouveau chancelier. Comme toujours, le Docteur et Sarah repartent vite fait. 

### Continuité
- Les événements de cet épisode suivent ceux ayant lieu dans The Curse of Peladon et mettent en scène certains mêmes personnages et les mêmes lieux que dans l'épisode original. Sarah Jane parle de ces événements dans The Temptation of Sarah Jane Smith et Death of the Doctor dans la série spin-off The Sarah Jane Adventures.
- Les Guerrier des glaces utilisent un dispositif sonique identique à celui utilisé dans  The Ice Warriors et The Seeds of Death.
- Les Guerriers des Glaces ne réapparaîtront que 39 ans plus tard dans l'épisode Destruction mutuelle assurée.
- Alpha Centauri ne réapparaîtra que 43 ans plus tard dans un caméo de l'épisode Empress of Mars.

## Production

### Scénarisation
L'épisode « The Curse of Peladon » ayant été un succès, le script-éditor (responsable des scénarios) Terrance Dicks demandera à son scénariste, Brian Hayles d'écrire une suite, qui fut commissionnée le 4 janvier 1973 sous le nom de « Return to Peladon » (retour à Peladon). Le producteur Barry Letts demande que l'épisode montre plus de personnages féminins impliqués dans la politique à l'écran, afin de donner une touche plus féministe au programme. C'est lui aussi qui aurait donné l'idée du minerai appelé Trisilicate en voyant ce terme dans la composition de son dentifrice. Ainsi au départ, Ortron et Eckersley souhaitait juste que Peladon soit indépendant, Thalira était une conseillère du roi de Peladon et Eckersley et Sarah Jane avait une romance ensemble.
Néanmoins, une grande partie de ces éléments complexifiaient l'histoire et il fut demandé de simplifier et Hayles donna une nouvelle direction au scénario : Thalira serait la reine et fille du roi de Peladon et l'action se déroulerait 50 ans après. Néanmoins, Terrance Dicks fut assez insatisfait de ces changements, trouvant que la nouvelle histoire était trop différente de l'ancienne. Il changea la fin de l'histoire, qui devait se finir par le Docteur ayant révélé la traîtrise des guerriers des glaces, et la fédération envoyant une flotte contre leur planète afin de les pousser à capituler.

### Casting
C'est durant le tournage de cet épisode, le 8 février, que fut révélé à la presse le départ de Jon Pertwee de la série. C'est durant le tournage de cet épisode que Letts et Dicks approchèrent différents comédiens : David Warner qui refusa considérant que travailler pour la série serait un pas en arrière dans sa carrière, Ron Moody qui avait déjà été envisagé pour remplacer Patrick Troughton, Jim Dale qui était intéressé mais indisponible, Richard Hearne, Michael Bentine qui refusa pour une raison de script, Graham Crowden qui refusa par peur de se retrouver trop longtemps sur une même série, etc. Leur choix se cristallisa sur Fulton Mackay (qui avait joué le rôle du Dr Quinn dans « Doctor Who and the Silurians » lorsque le nouveau chef de la fiction de la BBC, Bill Slater reçu une lettre d'un comédien inconnu, Tom Baker. Après l'avoir vu jouer dans Le Voyage fantastique de Sinbad, Dicks et Letts décidèrent de l'engager en tant que nouveau Docteur. Il fut annoncé à la presse le 15 février.

### Tournage
Dans l'idée de coller au maximum à The Curse of Peladon. réalisation de l'épisode fut confié à son réalisateur, Lennie Mayne qui avait aussi tourné « The Three Doctors » entre-temps. Les costumes, les comédiens et les décors précédents furent réutilisés. 
Le tournage débuta aux studios de la BBC d'Ealing du 14 au 18 janvier 1974 par les scènes se déroulant dans les mines. Le tournage en studio débuta les 28 et 29 janvier au Studio 8 du Centre Televisuel de la BBC par l'enregistrement des deux premières parties ainsi que des scènes se déroulant dans les souterrains et dans le temple des autres parties. Les parties 3 et 4 furent enregistrées les 11 et 12 février et les deux dernières parties les 26 et 27 février.

## Diffusion et Réception
| Épisode                                                                                             | Date de diffusion | Durée | Téléspectateurs en millions | Archives            |
| --------------------------------------------------------------------------------------------------- | ----------------- | ----- | --------------------------- | ------------------- |
| Épisode 1                                                                                           | 23 mars 1974      | 24:59 | 9,2                         | Bandes couleurs PAL |
| Épisode 2                                                                                           | 30 mars 1974      | 23:26 | 6,8                         | Bandes couleurs PAL |
| Épisode 3                                                                                           | 6 avril 1974      | 24:47 | 7,4                         | Bandes couleurs PAL |
| Épisode 4                                                                                           | 13 avril 1974     | 24:50 | 7,2                         | Bandes couleurs PAL |
| Épisode 5                                                                                           | 20 avril 1974     | 23:56 | 7,5                         | Bandes couleurs PAL |
| Épisode 6                                                                                           | 27 avril 1974     | 23:48 | 8,1                         | Bandes couleurs PAL |
| Diffusé en six parties du 23 mars au 27 avril 1974, l'épisode reçu un score d'audience assez moyen. |                   |       |                             |                     |

### Critiques
En 1995 dans le livre "Doctor Who: The Discontinuity Guide", Paul Cornell, Martin Day, et Keith Topping estiment que l'épisode s'inspire de la crise minière de 1973 et la trouve "sans cervelle." Les auteurs de "Doctor Who : The Television Companion" (1998) estiment que cet épisode échoue à être une suite convaincante de « The Curse of Peladon » car il ne fait que reprendre les mêmes personnages et de les mettre autour des mêmes intrigues, ce qui n'en fait qu'une pâle copie. Ils trouvent que l'histoire s'étire horriblement et qu'à part les Guerriers des Glaces, les acteurs sont assez mauvais. 
En 2010, Mark Braxton de Radio Times trouve lui aussi qu'il y a une impression de « déjà vu » tout au long de The Monster of Peladon. Même s'il trouve que l'épisode a ses bons moments, il critiquera le casting et estime que Pertwee et Sladen échouent toujours à créer une alchimie ensemble. Sur le site "DVD Talks" John Sinnott donnera à l'épisode la note de 3 sur 5 trouvant que l'épisode arrive à changer de ton de façon assez correct mais considère que l'intrigue générale est similaire à "The Curse of Peladon" et trouve les sous-intrigues répétititives.

## Novélisation
L'épisode fut novélisé sous le titre Doctor Who and the Monster of Peladon par Terrance Dicks et publié en décembre 1980. Il porte le numéro 43 de la collection Doctor Who des éditions Target Book. Aucune traduction n'en a été faite à ce jour.

## Édition VHS, CD et DVD
L'épisode n'a jamais été édité en français, mais a connu plusieurs éditions au Royaume-Uni, États-Unis et au Canada.
- L'épisode est sorti le 27 décembre 1995 en VHS.
- La bande son de l'épisode fut édité en CD en 2008 avec la voix off d'Elisabeth Sladen servant d'introduction et de lien entre les différents passages.
- Le 18 janvier 2010, la version restaurée de l'épisode eut droit à une sortie en DVD dans un coffret nommé Peladon Tales avec « The Curse of Peladon. » En bonus, celui-ci offre des commentaires audios par Nina Thomas (Queen Thalira), Donald Gee (Eckersley), Ralph Watson (Ettis), Stuart Fell (Alpha Centauri), Barry Letts et Terrance Dicks, ainsi que des documentaires sur la création de l'épisode, sur la novélisation, sur le devenir des acteurs, et des scènes coupées au montage.